# Church
『Church』（チャーチ）は、1991年3月21日に、ポニーキャニオン/SEE・SAWから発売された川村かおり初のベスト・アルバム。

## 内容
高橋研の作曲・共同作詞を中心に収録した初のベスト・アルバム。しかし、川村が「ベスト・アルバムが嫌い」とのことで協議の結果、新曲数曲を含む「ハーフ・ベスト・アルバム」となったことを、当時のインタビューでたびたび語っていた。

## 収録曲
作詞：高橋研・Kaori　作曲・編曲：高橋研（特記以外）
1. Churchのテーマ
2. 三日月に腰かけて
3. City 緑の街で
4. Saturday Night
5. ZOO
  - 作詞・作曲・編曲：辻仁成
6. アイル・ビー・ゼア 〜Reach out I'll be there〜 （日本語バージョン）
  - 作詞・作曲：Brian Holland・Eddie Holland・Lamont Dozier　日本語詞：高橋研・Kaori
  - フォー・トップスの "リーチ・アウト・アイル・ビー・ゼア" のカバー。
7. 真っ白な月 Moon on the destiny
  - 作詞：辻仁成・Kaori　作曲・編曲：辻仁成
8. 神様が降りて来る夜
  - 作詞：高橋研
9. 戦争が起きたら
  - 作詞・作曲：Kaori
10. 愛をあげたい
  - 作詞：高橋研・Kaori
11. 翼をください（原曲：赤い鳥）
  - 作詞：山上路夫　作曲：村井邦彦
12. キースの胸で眠りたい（原曲：木嶋浩史）
  - 作詞・作曲：木嶋浩史
13. 僕たちの国境 （Remix）
  - 作詞：高橋研
14. 君に出会えたこと
  - 作詞：高橋研・Kaori